# Beltar
Beltar (en népalais : बेल्टार) est un comité de développement villageois du Népal situé dans le district d'Udayapur. Au recensement de 2011, il comptait 13 812 habitants.